# Mariamne I.

Mariamne I in „Promptuarii Iconum Insigniorum“

Mariamne, häufig auch Mariamme (griechisch Μαριάμη, von hebräisch Miriam), (* um 54 v. Chr.; † 29 v. Chr.) war eine Prinzessin der Hasmonäer-Dynastie und die zweite Gemahlin von Herodes I., dem Großen. Ihre Eltern waren Alexandra und deren Cousin Alexandros. Ihre Urgroßmutter war Königin Salome Alexandra. Mariamne – auch als Mariamne (I) bezeichnet – darf nicht verwechselt werden mit Mariamne (II), der Tochter des Simon Boethos, die 23 v. Chr. eine spätere Ehefrau des Königs Herodes wurde.

## Biographische Daten

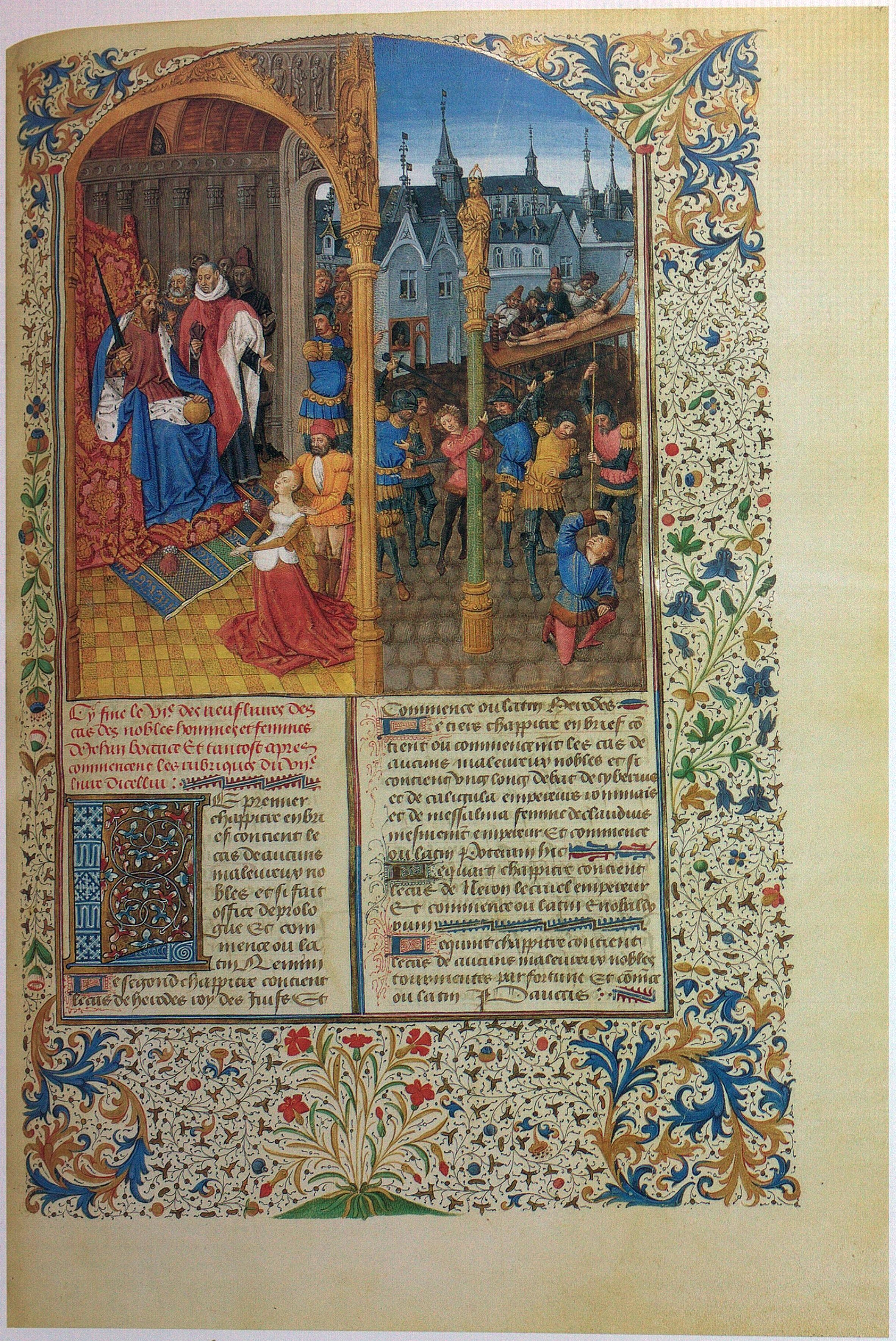
Herodes mit Mariamne vor ihrer Hinrichtung (links). Buchmalerei (von Colin d’Amiens?) in einer Handschrift einer anonymen, 1401 angefertigten französischen Übersetzung von Giovanni Boccaccios Werk De mulieribus claris (Genf, Bibliothèque Publique et Universitaire, Ms. 191, fol. 221r; um 1465/1470)

Im Jahr 42 v. Chr. verlobte sich der über dreißigjährige Herodes mit der zwölfjährigen Mariamne. Es wird angenommen, dass der Idumäer sich Vorteile aus einer Verschwägerung mit den Hasmonäern erhoffte. Andere Quellen nennen es eine Liebeshochzeit. Herodes heiratete die Hasmonäerin im Jahr 37 v. Chr. Nach der Hochzeit mit Mariamne verstieß Herodes sowohl seine erste Gemahlin Doris als auch seinen Sohn Antipater. Mariamne wurde in der Folgezeit zur Hauptgemahlin.
Die Beziehung des Herodes zu Mariamne war von besitzergreifender Leidenschaft geprägt. Es ist glaubhaft, wenn Josephus berichtet, dass Herodes in mindestens zwei Fällen den Befehl gegeben habe, Mariamne zu töten, falls er nicht lebend von Auslandsreisen zurückkehre.
Anfang 36 oder Anfang 35 v. Chr. ernannte Herodes auf Drängen seiner Schwiegermutter Mariamnes sechzehnjährigen Bruder Aristobulos zum Hohepriester. Nicht einmal ein Jahr später starb Aristobulos, laut Josephus ermordet von seinem Schwager, der den beliebten jungen Mann als Gefahr für den Thron empfand. 30 v. Chr. ließ Herodes auch Mariamnes Großvater, den 40 v. Chr. abgesetzten Hohepriester Johannes Hyrkanos II., hinrichten. Mariamne, die durchaus den Stolz ihrer Makkabäer-Dynastie besaß, verzieh ihm dies niemals. Ihre Mutter Alexandra verstrickte sich in mehrere Intrigen gegen Herodes und dessen Schwester Salome.
29 v. Chr. wurde Mariamne, auch auf Anstiftung Salomes, wegen angeblicher Untreue von Herodes hingerichtet. Herodes fiel darauf in eine tiefe Depression. Auch Alexandra wurde kurze Zeit später zu Tode gebracht. Später ließ Herodes auch seine Söhne aus der Ehe mit Mariamne hinrichten, da er wohl befürchtete, dass diese ihre Mutter rächen könnten.

## Charakterisierung durch Flavius Josephus
Josephus beschrieb Mariamne als schön und „greatness of soul“, dennoch betrachtete er sie als unergründlich, zänkisch und ausgesprochen gefährlich.

## Nachkommen
Mariamne gebar Herodes mehrere Kinder, von denen folgende namentlich bekannt sind:
- Alexandros (*36? v. Chr.; † 7 v. Chr.)
- Aristobulos IV. (*35? v. Chr.; † 7 v. Chr.)
- Salampsio
- Cypros

Einer ihrer Enkel von ihrem Sohn Alexander mit Glaphyra wurde als Tigranes V. der letzte Artaxiden-König von Armenien. Über ihren Sohn Aristobulos, der seine Cousine Berenike heiratete, wurde sie Großmutter des judäischen Königs Herodes Agrippa I.

## Literarische Bearbeitung
Die tragischen Ereignisse inspirierten zu vielen literarischen Bearbeitungen, am bekanntesten sind das Drama The Tragedy of Mariam von Elizabeth Cary, 1613, und Herodes und Mariamne von Christian Friedrich Hebbel, 1844.